# 中島多圭子
中島 多圭子（なかじま たかこ、1971年5月22日 - ）は日本の映像作家、映画監督、ジャーナリスト、本名、行實 多圭子（ゆきざね たかこ）。福岡県出身。趣味・特技は写真、登山。
かつてはセント・フォースに所属しフリーアナウンサーとして活動していたこともある。

## 経歴
津田塾大学学芸学部数学科入学、2年の時に、週刊朝日「女子大生シリーズ」の表紙モデルになったのをきっかけに英国イースト・アングリア大学へ留学。大学4年の時にフリーアナウンサーとしてデビュー。TBS「サンデーモーニング」のレポーター、テレビ朝日系「やじうまワイド」のキャスターなどを経て1999年にカンボジア、2000年にパレスチナ問題を取材。2001年に映画監督となる。初監督作品のドキュメンタリー映画「TAIZO」(2003年)は、第1回バーレーン国際人権映画祭で最優秀監督賞を受賞。

## 代表作

### テレビ
情報番組
| 期間         | 期間         | 番組名                         | 役職               |
| ------------ | ------------ | ------------------------------ | ------------------ |
| 出演時期不明 | 出演時期不明 | サンデーモーニング（TBS）      | （不明）           |
| 1998年1月    | 1998年3月    | やじうまサタデー（テレビ朝日） | メインキャスター   |
| 1998年4月    | 1999年3月    | やじうまワイド（テレビ朝日）   | 木～土曜日総合司会 |

情報番組以外
- 日立 世界・ふしぎ発見!（TBSテレビ）
- CSスターチャンネル

### 映画
- 「TAIZO〜戦場カメラマン・一ノ瀬泰造の真実〜」